# 茨城県道・千葉県道17号結城野田線
茨城県道・千葉県道17号結城野田線（いばらきけんどう・ちばけんどう17ごうゆうきのだせん）は、茨城県結城市から千葉県野田市に至る県道（主要地方道）である。

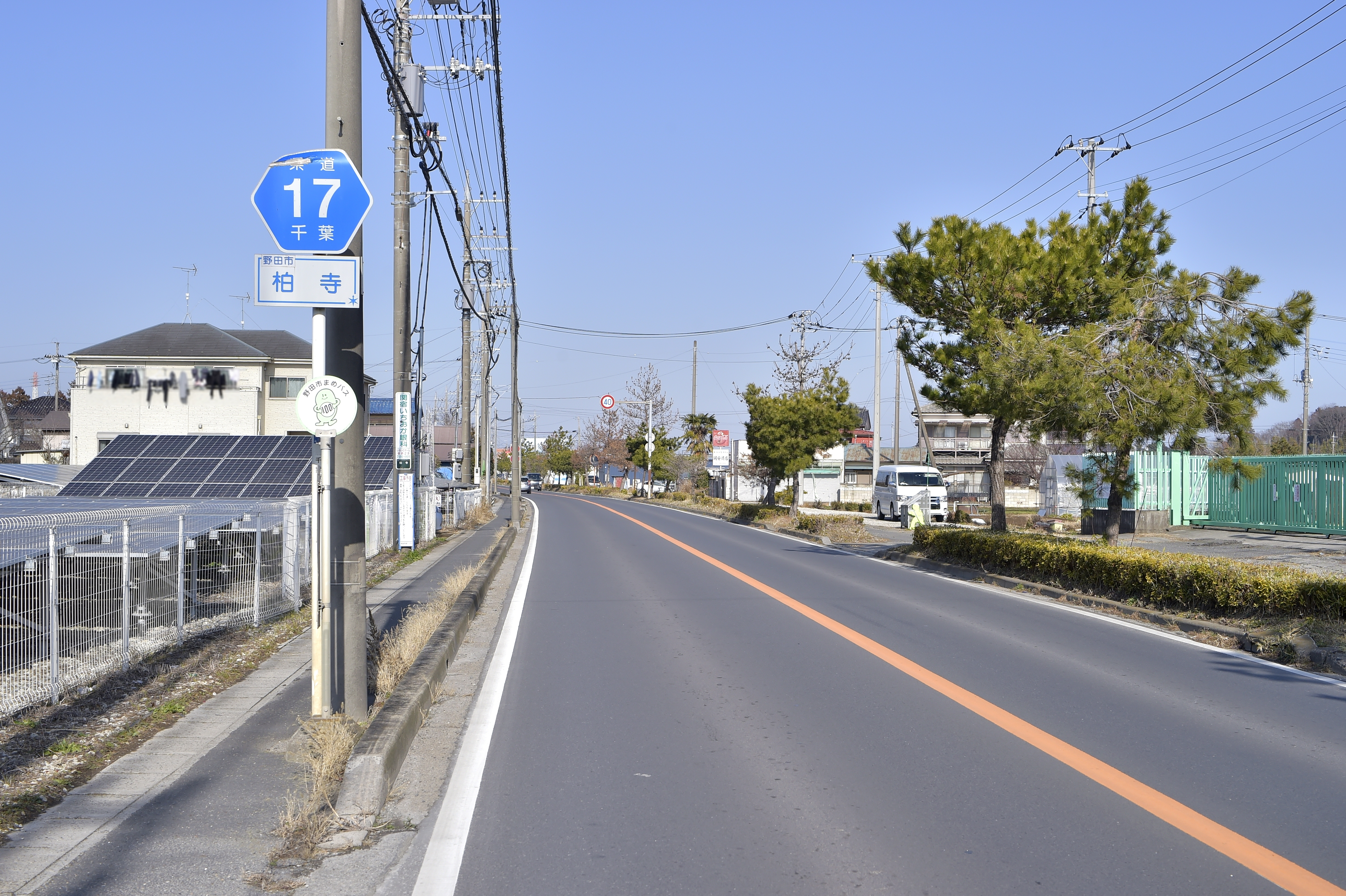
千葉県道17号結城野田線
野田市柏寺（2023年2月）

## 概要
茨城県結城市富士見町の茨城県道264号小山結城線との交点である交差点を起点とし、千葉県野田市野田の野田市下町交差点を終点とする南北約47キロメートル (km) の幹線道路。このまま直進すると千葉県道5号松戸野田線になる。なお、茨城県内はほぼ日光東街道である。

### 路線データ
- 起点：茨城県結城市 茨城県道264号小山結城線交点
- 終点：千葉県野田市 野田市下町交差点
- 総延長：46.865 km（茨城県区間：26.123 km[1]、千葉県区間：20.742 km[2]）
- 重用延長：*.* km（茨城県区間：0.026 km[1]、千葉県区間：*.* km）
- 未供用延長：なし（茨城県区間：0.0 km[1]、千葉県区間：0.0 km）
- 実延長：*.* km（茨城県区間：26.097 km[1]、千葉県区間：20.742 km）
- 自動車交通不能区間延長[注釈 1]：なし（茨城県区間：0.0 km[1]、千葉県区間：0.0 km）

## 歴史
1954年（昭和29年）1月に建設省（当時）で主要地方道を指定する告示が出されたのを受け、1954年（昭和29年）9月1日、茨城県では道路法（昭和27年6月10日法律第180号）第7条の規定に基き主要地方道を一次認定した23路線の内の一つで、起点を結城市、県内の終点を県界 猿島郡境町、重要な経過地を猿島郡幸島村とする路線が県道結城野田線である。1995年（平成7年）に整理番号17となり現在に至る。

### 年表
- 1954年（昭和29年）
  - 1月20日：建設省（現国土交通省）が主要地方道に路線指定。
  - 9月1日：茨城県区間が県道結城野田線（整理番号12）として路線認定[3]。
- 1955年（昭和30年）3月4日：千葉県が路線認定（整理番号2）[要出典]。
- 1960年（昭和35年）12月14日：茨城県区間（結城市結城2級国道前橋水戸線分岐 - 猿島郡境町本船町県界）が供用開始される[4]。
- 1964年（昭和39年）2月12日：境大橋と関宿橋が有料橋として供用開始[5][6]。
- 1977年（昭和52年）10月20日：境大橋が無料開放され、以後、茨城県が橋の管理を行う[7]。
- 1988年（昭和63年）10月3日：
  - 結城市大字結城地内（大町交差点 - 城南小入口交差点）にバイパス (2.02 km) を新設する道路区域が決定する[8]。
  - JR水戸線跨線橋を含む、結城市大字結城地内（県道小山結城線交点 - 川木谷交差点）のバイパス道路（約0.75 km）が開通する[9]。
- 1993年（平成5年）5月11日 - 建設省から、県道結城野田線が結城野田線として主要地方道に再指定される[10]。
- 1994年（平成6年）7月25日：結城市大字結城（川木谷交差点 - 国道50号結城バイパス）のバイパス道路開通[11]。
- 1995年（平成7年）3月30日：茨城県区間の整理番号が整理番号14から、千葉県区間の整理番号が整理番号2から、両県共通で[要出典]現在の番号（整理番号17）に変更される[12]。
- 1996年（平成8年）10月5日：道の駅さかいを設置、供用開始[13]。
- 1998年（平成10年）3月9日：三和町大字東山田（主要地方道つくば古河線） - 境町大字長井戸のバイパス (6.1 km) を整備する道路区域が決定する[14]。
- 2000年（平成12年）4月1日：猿島郡三和町諸川 - 境町本船町の区間が、通行する車両の最大重量限度25トンの道路に指定される[15]。
- 2001年（平成13年）3月1日：茨城県結城市大字結城の区間が、通行する車両の最大重量限度25トンの道路に指定される[16]。
- 2003年（平成15年）1月15日：三和町大字東山田 - 大字谷貝のバイパス (2.72 km) を新設する道路区域が決定する [17]。
- 2004年（平成16年）3月22日：結城市大字結城、猿島郡境町の各区間が、通行する車両の高さの最高限度4.1 mの道路に指定される[18]。
- 2006年（平成18年）
  - 4月6日：結城市大字結城の区間を、通行する車両の最大重量限度25トンの道路に指定[19]。
  - 12月20日：古河市大字東山田地内のバイパス道路の一部区間（約1 km）が開通[20]。
- 2007年（平成19年）11月5日：結城市結城（浦町 - 大橋町 - 結城バイパス付近）の旧道区間が指定解除により結城市道へ降格[21]。
- 2010年（平成22年）4月1日：結城市北南茂呂 - 古河市諸川の区間を、通行する車両の最大重量限度25トンの道路に指定[22]。
- 2015年（平成27年）3月25日：古河市谷貝（谷貝東交差点） - 境町猿山（国道354号交点）のバイパス一部区間 (3.07 km) が開通[23][24]。
- 2018年（平成30年）
  - 3月26日：古河市東山田（山田十字路交差点） - 猿島郡境町大字猿山（猿山南交差点）の旧道（4.320 km）を指定解除し、古河市・境町に移管[25]。
  - 4月1日
    - 古河市東山田 - 境町大字猿山の区間を、通行する車両の最大重量限度25トンの道路に指定[26]。
    - 古河市東山田 - 境町大字猿山の区間を、通行する車両の高さの最高限度4.1 mの道路に指定[27]。

## 路線状況
茨城県内の結城野田線の現道は部分的に歩道が無く、また右折レーンのある交差点もほとんど無いことから慢性的な渋滞が各交差点で起きている。また、大型車両の通行量も多いことなどから、車両や歩行者の安全性確保と利便性向上を図るため、古河市 - 境町の区間でバイパス整備が進められている。
道路法の規定に基づき、以下の区間は緊急輸送道路として機能を維持するため、災害発生時の被害拡大防止を目的に道路用地内に新たに電柱を建てることが制限されている。
- 結城市結城（一般県道小山結城線交差） - 同市川木谷（川木谷交差点）[28]
- 結城市結城（城南小北交差点） - 同（城南小入口交差点）[28]
- 結城市結城公達（国道50号交差：城南小北交差点） - 結城市結城公達（結城市道交差：城南小入口交差点）[29]
- 古河市諸川（諸川交差点） - 同市東山田（山田十字路交差点）[28]
- 古河市東山田（山田十字路交差点） - 猿島郡境町猿山（猿山東交差点）[29]
- 猿島郡境町猿山（猿山東交差点） - 同町（千葉県界・境大橋）[28]

### バイパス
- 県道結城野田線バイパス
古河市諸川付近 - 猿島郡境町猿山の区間で整備計画されており、現道の東側に並行するバイパス道路。現道の渋滞解消および安全性と利便性の向上を図ることを目的に、平成8年度より、古河市東山田地内（県道つくば古河線） - 境町長井戸地内 (5.9 km) の整備事業が進められている。2006年（平成18年）12月までには県道つくば古河線 - 古河市谷貝（県道尾崎境線）まで一部区間 (1.83 km) を供用し、2015年（平成27年）3月に古河市谷貝 - 境町猿山地内（現道接続部）までの一部区間 (3.07 km) と現道拡幅部 (0.2 km) を供用している[23]。

### 通称
- 流山街道
千葉県内の主要区間における通称で、1988年度（昭和63年度）制定の千葉県道路愛称名[30][31]。

### 重複区間
- 茨城県道292号矢畑横倉新田線（結城市結城作 - 結城市上成）
- 茨城県道126号尾崎境線（古河市谷貝 - 猿島郡境町長井戸）

### 道路施設

#### 橋梁
- 宝来橋（西仁連川、結城市七五三場 - 古河市諸川）
- 境大橋（利根川、茨城県境町 - 千葉県野田市県境）

#### 道の駅
- 道の駅さかい（茨城県猿島郡境町）

## 地理

### 通過する自治体
- 茨城県
  - 結城市
  - 古河市
  - 猿島郡境町
- 千葉県
  - 野田市

### 交差する道路
- 茨城県
  - 茨城県道264号小山結城線（起点）

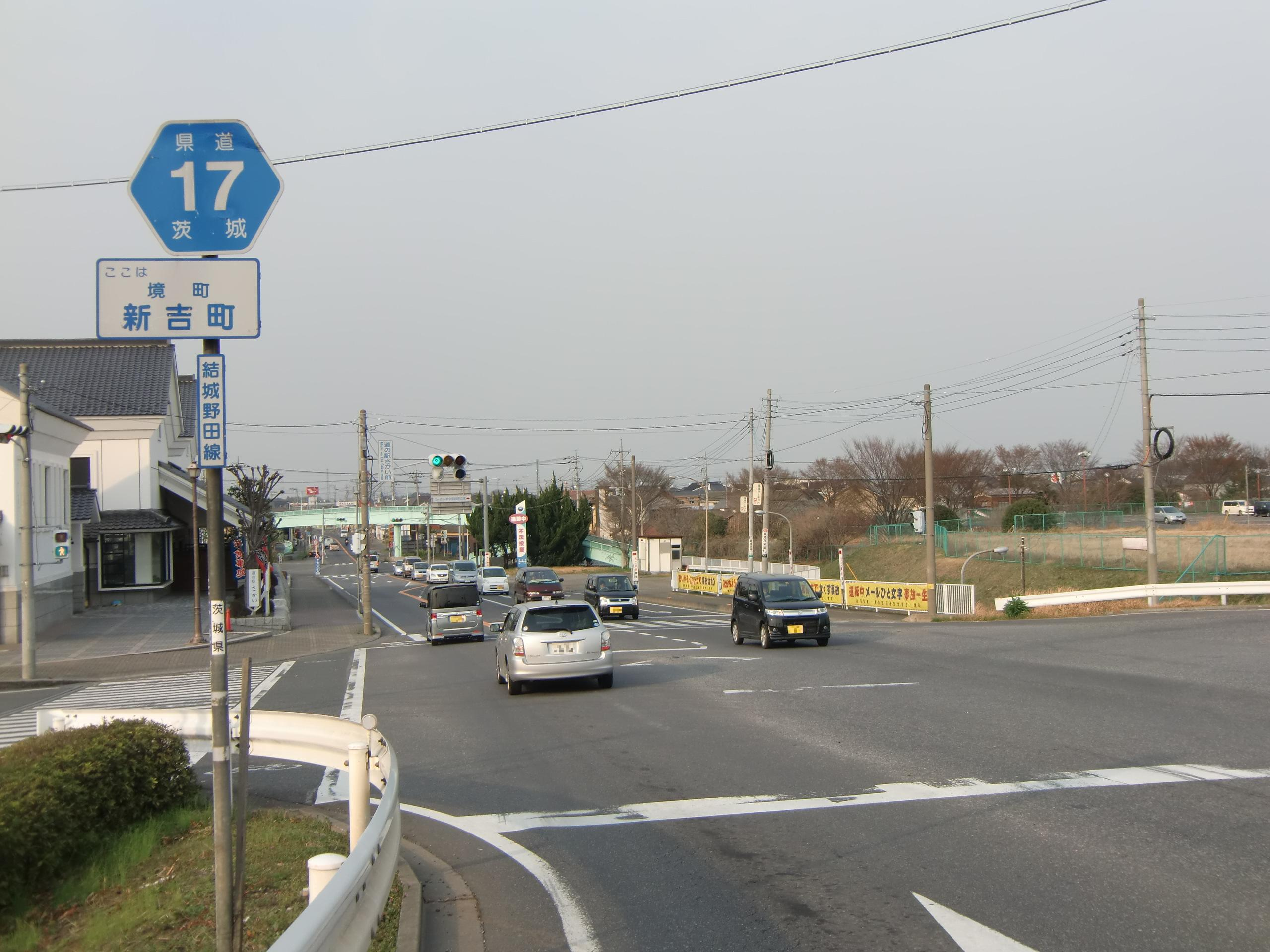
茨城県区間（猿島郡境町新吉町）（2011年4月撮影）

  - 茨城県道15号結城下妻線（結城市川木谷/結城：川木谷交差点）
  - 国道50号結城バイパス（結城市結城：城南小北交差点）
  - 茨城県道292号矢畑横倉新田線（結城市結城作・作ノ谷北交差点）
  - 茨城県道292号矢畑横倉新田線（結城市上成・作ノ谷交差点）
  - 茨城県道54号明野間々田線・茨城県道191号大戦防小山線（結城市武井/江川大町・大戦防交差点）
  - 茨城県道124号新宿新田総和線（結城市北南茂呂）
  - 国道125号（古河市諸川：諸川交差点）
  - 筑西幹線道路（古河市東山田：宿交差点）
  - 茨城県道56号つくば古河線（古河市東山田・山田十字路）
  - 茨城県道126号尾崎境線（古河市谷貝・谷貝交差点/古河市東山田・谷貝東交差点）
  - 国道354号境岩井バイパス（猿島郡境町猿山：猿山南交差点）
  - 茨城県道126号尾崎境線（猿島郡境町長井戸）
  - 茨城県道137号若境線（猿島郡境町：住吉町交差点）
  - 国道354号（猿島郡境町：道の駅さかい入口交差点）
- 千葉県
  - 千葉県道26号境杉戸線（野田市関宿台町交差点）
  - 千葉県道183号次木杉戸線・千葉県道401号松戸野田関宿自転車道線（野田市次木）
  - 千葉県道162号岩井関宿野田線（野田市木間ヶ瀬南交差点）
  - 国道16号春日部野田バイパス（野田市中里・中里交差点）※立体交差
  - 千葉県道194号川間停車場線（野田市中里・川間駅入口交差点）
  - 千葉県道142号岩井野田線（野田市蕃昌）
  - 千葉県道3号つくば野田線（野田市野田：愛宕神社前交差点）
  - 千葉県道19号越谷野田線、千葉県道46号野田牛久線（終点・野田市野田：野田市下町交差点）